# 中华半突虫
中华半突虫（学名：Phyllodoce chinensis）为叶须虫科叶须虫属的动物，是中国的特有物种。分布于黄海等海域，多栖息于黄海潮间带和潮下带。